# Caryville (Tennessee)
Caryville è un comune degli Stati Uniti d'America, situato nello Stato del Tennessee, nella Contea di Campbell.